# Liebe to Go – Die längste Woche meines Lebens
Liebe to Go – Die längste Woche meines Lebens (Originaltitel: The Longest Week) ist eine US-amerikanische romantische Komödie aus dem Jahr 2014. Regie führte Peter Glanz, der auch das Drehbuch verfasste. In den Hauptrollen sind Jason Bateman, Olivia Wilde und Billy Crudup zu sehen. In Deutschland erschien der Film am 5. November 2014 direkt auf DVD und Blu-ray.

## Inhalt
Conrad Valmont genießt das Leben im familieneigenen und prestigeträchtigen Manhattan Hotel, in dem er vom Personal versorgt wird. Conrad hat weder Ziele noch feste Beziehungen und lediglich einen Freund, Dylan Tate. Dieser nimmt ihn auf, als Conrad wegen der Trennung seiner Eltern das Wohnrecht im Hotel verliert. In der Wohnung des Freundes begegnet Conrad Beatrice Fairbanks, die bereits mit Dylan ausgeht.
Innerhalb einer Woche wird Conrads Leben also auf den Kopf gestellt und er beginnt, nach dem Sinn des Lebens zu suchen, und findet die große Liebe. Der Film wird aus Conrads Perspektive erzählt.

## Rezeption
Der Film erhielt überwiegend negative Kritiken. Bei Metacritic erhielt der Film einen Metascore von 34/100 basierend auf 9 Rezensionen, bei Rotten Tomatoes waren 11 Prozent der 18 Rezensionen positiv.
Der Filmdienst meint, Liebe to Go sei eine „romantische New-York-Komödie, in der sympathische Charaktere vor pittoresker Kulisse ihr pseudo-tragisches Leben“ meistern würden, „was ihnen [auch] trotz mancher Fallstricke auf amüsante Weise“ gelinge.